# Un enredo de familia
Un enredo de familia es una película española de 1943 rodada en blanco y negro. Fue dirigida por Ignacio F. Iquino y protagonizada por Mercedes Vecino y Antonio Murillo, que interpretan cuatro papeles distintos cada uno. Es una comedia de enredos con varios números musicales, un género muy del gusto de su director.

## Sinopsis
Torcuato Capiteto y Catalina Tontesco se enamoran y se casan a pesar de la intensa enemistad existente entre sus respectivas familias. De su matrimonio nacen dos niños gemelos y dos niñas gemelas. Torcuato muere en un duelo y Catalina fallece de pena, y las dos familias se reparten a los hijos, criando cada una de ellas a un niño y una niña en España y México. Pasado el tiempo, Catalina Capiteto Tontesco vive en Barcelona con su marido Samuel y su suegra, y en el piso de al lado vive y trabaja su hermano Torcuato junto a su esposa Paz y su suegra. Sus hermanos Dorita y Juanito cruzan el Atlántico en barco intentando seducir a Inocente, un millonario que hace honor a su nombre. Al llegar a Barcelona se producen una serie de equívocos. Samuel cree que su esposa le engaña al confundirla con Dorita. Y Paz cree lo mismo de Torcuato al ver a Juanito intentando seducir a la millonaria hermana de Inocente. Finalmente se esclarece la verdad y los hermanos celebran el reencuentro.

## Producción
Un enredo de familia es el octavo largometraje realizado mediante la colaboración del productor Aureliano Campa y el director Ignacio Iquino. Campa estaba interesado en la realización rápida y económica de comedias que coproducía con la gran productora Cifesa. Iquino también era partidario de las comedias de evasión que permitieran al público español olvidar tanto los rencores de la reciente guerra civil como las penurias de la posguerra; el inconveniente de la rapidez del rodaje, que no solía permitir segundas tomas, se veía compensado por la absoluta libertad que le concedía Campa. En esta ocasión se reutilizó el decorado que había servido para configurar el hotel de Boda accidentada con el fin de abaratar al máximo el coste de producción sin perder la apariencia de lujo que se buscaba representar.

## Guion y realización
Iquino elaboró de nuevo el guion de la película con la ayuda de su habitual colaborador Francisco Prada. En esta ocasión, le dio una vuelta de tuerca al tema de los dobles, que ya había tratado en El difunto es un vivo, introduciendo dos parejas de gemelos que crearán los previsibles equívocos. De hecho, Mercedes Vecino y Antonio Murillo interpretan cuatro papeles cada uno, pues al correspondiente par de gemelos hay que añadir los padres y los abuelos.
El filme comienza con una introducción que constituye una especie de homenaje o parodia —según se mire— del cine mudo. Aunque los actores hablan, sus exageradas interpretación y gesticulación recuerdan a las de los pioneros de la era silente. De esta forma se distingue la parte correspondiente a los padres, situada en el pasado, de la de los cuatro hijos, ambientada en el presente.
Una vez más en el cine de Iquino se nota la influencia del cine estadounidense, lo que le aleja del cine español de la época; tanto del promovido por el régimen franquista —adaptaciones de obras literarias de renombre (Marianela) y hazañas bélicas patrióticas (Raza)— como del arraigado cine musical hispano (Torbellino). Las secuencias protagonizadas por los dos frívolos hermanos mexicanos a bordo del transatlántico, abusando del tradicional millonario bobo, parecen inspiradas en las vividas por la paternofilial pareja de timadores de Las tres noches de Eva. La otra influencia que se percibe es la de la revista. El propio Iquino era autor teatral, además de fotógrafo y director de cine, e incorpora tres canciones a la película, una interpretada por Mercedes Vecino, otra por Antonio Murillo y una tercera por los dos.

## Reparto
Iquino recurrió a intérpretes ya conocidos por él, la mayoría de los cuales habían trabajado en la producción precedente, Boda accidentada. Mercedes Vecino volvió a encabezar el reparto, esta vez acompañada de Antonio Murillo. Ambos llevan el peso de la obra, interpretando cuatro papeles cada uno. Respecto a los secundarios, destacan los excelentes cómicos Paco Martínez Soria y Mary Santpere, que dan vida a los cónyuges de los dos hermanos criados en España. Pedro Mascaró repite su papel de millonario bobo enamorado de la protagonista. Y la madre de Iquino, Teresa Idel encarna a la temperamental suegra de Catalina.
| Intérprete               | Rol                                                   |
| ------------------------ | ----------------------------------------------------- |
| Mercedes Vecino          | Catalina Dorita Catalina Tontesco Abuela de Catalina  |
| Antonio Murillo          | Torcuato Juanito Torcuato Capiteto Abuelo de Torcuato |
| Francisco Martínez Soria | Samuel                                                |
| Mary Santpere            | Paz                                                   |
| José Jaspe               | Niceto                                                |
| Pedro Mascaró            | Inocente                                              |
| Modesto Cid              | D. Epaminondas                                        |
| Concha Gorgé             | Doña Leona                                            |
| Teresa Idel              | Doña Exaltación                                       |
| Georgina Violeta         | Florita                                               |
| Azarola                  | El pianista                                           |

## Recepción
La película no fue bien acogida por la crítica conservadora, que apoyaba un cine español libre de influencias extranjeras. El diario Norma de Badajoz censuraba lo que consideraba «manía de copiar servilmente el cine de allende del Atlántico» y consideraba que el filme carecía de personalidad. Ello no impidió el éxito de público que tuvo el filme, que proporcionó unos sustanciosos ingresos a Campa y Cifesa tal como solían hacer las cintas de Iquino. El paso del tiempo y el cambio político han mejorado algo la opinión de los especialistas; Fernando Méndez-Leite opina que la trama «posee el necesario ritmo» y que «la puesta en escena es ágil y bien pensada».

## Versión teatral
Fiel a sus orígenes teatrales, ocho meses después de estrenar la película Iquino representó la versión teatral en el Teatro Serrano de Valencia. Y un año y medio más tarde la reestrenó en el Teatro Cómico de Madrid con el título de Una familia de enredo.